# Parc national de Børgefjell
Le parc national de Børgefjell est un parc national situé dans le comté de Nordland, en Norvège.
Créé le 9 août 1963, il a été agrandi en 1973 et en 2003, et s'étend sur 144 700 hectares.

## Description
Le paysage varie de pics spectaculaires de granit sombre et de montagnes grises avec peu de végétation, aux pentes fertiles des montagnes et des marais. Les plus hauts sommets des montagnes se trouvent à l’ouest où le socle rocheux est principalement constitué de granit sombre de Børgefjell, ce qui donne au paysage son aspect désolé. La plus haute montagne du parc, Kvigtinden, s’élevant à 1 699 mètres, se trouve ici. Le Jetnamsklumpen de 1 513 mètres de haut est la plus haute montagne de Trøndelag et est également situé dans le parc. D’autres endroits, comme dans la région de Rainesfjellet, ont des éboulis en pierre brute sans végétation. Les moraines subglaciaires couvrent une grande partie du paysage. Il y a beaucoup de lacs, d’étangs et de torrents. 
Le parc n’est pas aménagé avec peu de sentiers ou d’autres installations pour les visiteurs. Les visiteurs peuvent faire de la randonnée pendant longtemps sans voir personne.

## Flore et faune
Environ 300 espèces différentes de plantes peuvent être trouvées dans le parc. La limite des arbres est d’environ 500-600m au-dessus du niveau de la mer. La majorité de la forêt se compose de bouleaux, mais on peut également trouver des épicéas et des pins.
Børgefjell est surtout connu pour abriter le rare renard arctique, bien qu’en nombre, le carcajou soit le plus commun des grands prédateurs. On y trouve également le lynx et l’ours brun. Les petits prédateurs les plus courants sont le renard roux, la belette, la martre des pins et l'hermine. Il est également possible d’apercevoir occasionnellement une loutre.
Tout Børgefjell est utilisé pour le pâturage des rennes domestiques. Les parties ouest, est et sud du parc national sont principalement utilisées comme zones de pâturage en été, tandis que les zones septentrionales sont utilisées pour le pâturage toute l’année. Plus à l’est, il y a aussi des rennes qui viennent de Suède. 
Les espèces d’oiseaux présentes dans le parc comprennent le lagopède des saules et le lagopède des rochers. Les oiseaux de proie sont représentés par la buse pattue, commune dans le parc, ainsi que par le harfang des neiges et l’aigle royal. 